# جيمس هنري برستد
جيمس هنري برستد (بالإنجليزية: James Henry Breasted)‏ (من 27 أغسطس 1865 إلى 2 ديسمبر 1935) عالم آثار ومؤرخ أمريكي. من أشهر علماء الآثار والمصريات، له العديد من المؤلفات والاكتشافات الأثرية المصرية لكن كتابه الأكثر شهرة على الإطلاق هو كتاب «فجر الضمير» الذي أثبت فيه بالأدلة التاريخية والأثرية المؤكدة أن الحضارة المصرية القديمة هي مهد الأخلاق والقيم والحضارة ومنبعها الذي انتشرت منه إلى مختلف بقاع العالم.

## نشأته وتعليمه
ولد في روكلفورو بولاية اللينوي و في سن العشرين عمل في مخزن أدوية و قد أشار عليه معلمه و صديقه وليم ريني هارير بالذهاب إلي برلين لكي يدرس علم الآثار المصرية على يد العالم الألماني الكبير أدولف ارمان و لما أكمل رسالته للحصول على الدكتوراه عام 1894 دعي للانضمام إلى الفريق الذي كان يعد قاموسا للغة المصرية القديمة و كان معنى هذا أن يذهب إلى مصر و قد قرر برستد في هذه الزيارة أن يكون واجبه الأول عمل سجل لكل النصوص الهيروغليفية التي تتضمن أي إشارة إلى تاريخ مصر إذ تصور عمل شيء مثل السجل الشامل للكتابات اللاتينية الذي جمعه موسن و قد نشر نتيجة لرحلته هذه خمسة أدوار تحت عنوان (Ancient records of egypt) في 1906 - 1907 و لما عاد إلى شيكاغو عام 1895 عين محاضرا بمرتب قليل مما دعاه إلى أن يتجول في كل أمريكا ليلقي محاضرات لترفع أجره .

## كفائته المهنية
عاد إلى مصر بعد عشر سنوات في عام 1905 و كان عمله الأساسي هو نقل نصوص منقوشة على بعض الآثار في وادي النيل و شبه جزيرة سيناء و في السنة اللاحقة عادت جمعية تمويل التنقيب عن الآثار الشرقية إلى تمويل فروعه و قد تبرع بمعظمها روكفلر الأب و في هذه المرة غطت منطقة عمله الرقعة الممتدة على ضفاف النيل الأعلى و السودان غير أن الظروف المالية المضطربة ظلت تضايقه و لم تلق مشروعاته التي كانت يديرها معهد بحوث شرقية أي نجاح ملحوظ ثم جاءت الحرب العالمية الأولى و قد قام بشراء آثار كثيرة لمتحف جامعة شيكاغو و قد نادى برستد بالحاجة إلى عمل فوري لإنقاذ الآثار و النقوش في كل من المتحف المصري و وادي النيل كله و أخيرا بدأت مشروعاته لتسجيل كل الآثار التاريخية في مصر تتحقق و أرسلت بعثة للمسح الأبيجرافي للعمل في مدينة هايو كما بدأت بعثة للمسح المعماري تعمل في الأقصر و كانت لبرستد بعثات في مجدو و برسبوليس والعراق وبلاد الأناضول و في عام 1926 بدء العمل في مسح المناطق ما قبل التاريخ في مصر تحت إشرافه

## وصلات خارجية
- جيمس هنري برستد على موقع الموسوعة البريطانية (الإنجليزية)
- جيمس هنري برستد على موقع إن إن دي بي (الإنجليزية)